# Бокщанин, Анатолий Георгиевич
Анато́лий Гео́ргиевич Бокща́нин (28 марта 1903 — 24 января 1979) — советский историк-антиковед. Доктор исторических наук (1964), профессор МГУ. Автор и редактор учебников по истории Древнего Рима для высшей школы.

## Биография
Окончил факультет общественных наук МГУ (1923). Ученик В. С. Сергеева.
В 1934 году был зачислен в открывшуюся на истфаке МГУ аспирантуру. Кандидат исторических наук (1937, диссертация «Иудейское восстание 66-73 гг.»). Докторская диссертация — «Парфия и Рим».
Преподавал в Коммунистическом университете общественных наук, МИФЛИ, с 1938 года на истфаке МГУ, где в 1966 году стал профессором кафедры истории древнего мира. «Блистательным лектором» указывала его И. Л. Маяк.
Сын Алексей (1935—2014) — историк-востоковед.

## Основные работы
- Атлас по истории древнего мира: для средней школы / сост. А. Г. Бокщанин; под общ. ред. А. В. Мишулина. — М. : ГУГК, 1946 (4-е изд. 1956);
- Древняя Греция и Древний Рим. Курс лекций. М., 1950 (2-е изд. 1952);
- Иудейские восстания II в. н. э. М., 1950;
- Социальный кризис Римской империи в I в. н. э. М., 1954;
- Парфия и Рим. Возникновение системы политического дуализма в Передней Азии. М., 1960—1966. Ч. I—II;
- Источниковедение Древнего Рима. М., 1981.